# Cijengkol (Serangpanjang)
Cijengkol is een bestuurslaag in het regentschap Subang van de provincie West-Java, Indonesië. Cijengkol telt 4992 inwoners (volkstelling 2010).